# Poligamia (álbum)
Poligamia fue el segundo álbum de estudio grabado por la banda gallega de rock Los Piratas.
Fue lanzado al mercado por la discográfica Warner en 1995. Producido por Juan Luis Giménez de Presuntos Implicados es considerado por parte de la crítica especializada como el disco más “roquero” de la formación, y entre otras contenía la canción “Promesas que no valen nada”, una de las más conocidas del grupo.
Los por aquellos entonces miembros de Duncan Dhu, Mikel Erentxun y Diego Vasallo colaboraron en la grabación del tema “Tu perro guardián”.

## Lista de canciones
1. Reality show - 4:16
2. El mundo de Wayne - 3:56
3. Mi tercer pie	- 4:15
4. Promesas que no valen nada - 3:40
5. Tu perro guardián - 3:40
6. Condenado - 4:20
7. Kina - 4:54
8. Loco - 4:14
9. Sintiendo calor - 4:41
10. Dime que me quieres - 3:30
11. La sal - 4:23
12. Suso Martínez Romero - 4:32
13. Viviendo en el modo "D" - 5:27